# Fons Spooren
A.A.F. (Fons) Spooren (Hapert, 1963) is een Nederlands voormalig voetbalbestuurder. Tot mei 2003 was hij algemeen directeur van de Eindhovense voetbalclub PSV.

## Zangcarrière
De voormalig PSV-directeur heeft een korte carrière als zanger achter de rug. Hij nam een aantal Nederlandstalige liedjes op en werd, met zijn vertolking van het nummer Im Prater blüh’n wieder die Baüme van Willy Caron, tweede in de Soundmixshow van 1990, achter de uiteindelijke winnaar Marco Borsato.
Spooren greep ook regelmatig als directeur naar de microfoon, zo vertelde hij in een interview dat hij zich persoonlijk bezighield met de festiviteiten rond de laatste thuiswedstrijd, zondag 25 mei 2003 tegen FC Utrecht. Dan zou PSV kampioen kunnen worden en namen spelers als Arnold Bruggink en Jan Heintze afscheid van het Eindhovense publiek. Spooren was bezig om het lied This is the moment van René Froger in te studeren. Dat wilde hij in het volle stadion zingen, zoals hij eerder het afscheid van Luc Nilis en Ruud van Nistelrooy begeleidde met de microfoon. Dat past bij de familieclub PSV, zei Spooren. De directeur die de vertrekkende spelers toezingt.

## Functie bij PSV
De voormalige horeca-ondernemer vormde samen met voorzitter Harry van Raaij de dagelijkse leiding van PSV. Voor zijn functie bij PSV was hij eigenaar van restaurant De Couwenberg in Netersel. Hij stond er bekend als de regelaar met de snelle babbel en als iemand die zich tomeloos inzet voor de dorpsgemeenschap.
Voorzitter Van Raaij haalde Spooren in 1997 binnen om de banden met het regionale bedrijfsleven aan te halen. Door zijn achtergrond in de horecawereld had hij daar vele contacten. Mede onder leiding van Spooren groeide de jaarlijkse begroting van PSV van €18 miljoen naar €55 miljoen, waarvan 70 procent afkomstig is uit sponsoring. Hij had grote plannen, zoals het stichten van een Guus Hiddink jeugdacademie en de uitbreiding van het Philips Stadion naar 40.000 plaatsen.

## Opspraak
Spooren kwam landelijk in het nieuws toen bekend werd dat hij op 13 mei 2003 in het Eindhovense Anne Frankplantsoen werd opgepakt vanwege het plegen van onzedelijke handelingen met minderjarige homoseksuele sekswerkers. De strafbare feiten hadden zich voornamelijk in dit Anne Frankplantsoen afgespeeld. Na zijn arrestatie werd hij ontslagen door PSV. 
Kort na de arrestatie vroeg burgemeester Rein Welschen van Eindhoven alle (met name Marokkaanse) jongens die seks met Spooren gehad zouden hebben, zich te melden bij de GGD omdat Spooren seropositief was. Volgens de burgemeester was Spoorens privacy ondergeschikt aan het gevaar voor de volksgezondheid.
Spooren ontkende alle aantijgingen. Volgens advocaat Bert de Rooij was het gehele onderzoek gebaseerd op "aantoonbaar onjuiste informatie". Hij werd in juni 2005 door het gerechtshof van 's-Hertogenbosch veroordeeld tot vijftien maanden cel waarvan vijf voorwaardelijk opgelegd voor het plegen van ontucht met minderjarige jongens tussen de 12 en 16 jaar. Het Openbaar Ministerie had hem ook aangeklaagd van een poging tot zware mishandeling, omdat Spooren deze handelingen pleegde terwijl hij sinds maart 2001 wist dat hij besmet was met het hiv. Voor deze aanklacht werd hij echter niet veroordeeld.
In 2007 bevestigde de Hoge Raad de veroordeling van Spooren.
Op 19 september 2019 is Spooren door de rechtbank te ‘s-Hertogenbosch failliet verklaard. 